# Altamont (Utah)
Altamont es un pueblo en el condado de Duchesne, estado de Utah, Estados Unidos. La población, según el censo de 2000 era de 178 habitantes, con un pequeño incremento sobre la población de 1990 que era de 167 habitantes.

## Geografía
Altamont se encuentra en las coordenadas 40°21′35″N 110°17′13″O / 40.35972, -110.28694.
Según la oficina del censo de Estados Unidos, el pueblo tiene un área de 0,4 km². El agua no ocupa una superficie apreciable.

## Demografía
Según el censo de 2000, había 178 habitantes, 58 casas y 44 familias residían en la población. La densidad de población era 429,5 habitantes/km². Había 98 unidades de alojamiento con una densidad media de 236,5 unidades/km².
La máscara racial de la ciudad era 96,07% blanco, 0,18% afroamericano, 2,81% indio americano, y 1,12% de dos o más razas. 
Había 58 casas, de las cuales el 46,6% tenía niños menores de 18 años, el 63,8% eran matrimonios, el 8,6% tenía un cabeza de familia femenino sin marido, y el 24,1% no son familia. El 22,4% de todas las casas tenían un único residente y el 15,5% tenía sólo residentes mayores de 65 años. El promedio de habitantes por hogar era de 3,07 y el tamaño medio de familia era de 3,64.
El 38,8% de los residentes es menor de 18 años, el 9,6% tiene edades entre los 18 y 24 años, el 20,2% entre los 25 y 44, el 20,8% entre los 45 y 64, y el 10,7% tiene 65 años o más. La media de edad es 26 años. Por cada 100 mujeres había 85,4 hombres. Por cada 100 mujeres de 18 años o más, había 81,7 hombres.
El ingreso medio por casa en la ciudad era de 28,750$, y el ingreso medio para una familia era de 29,250$. Los hombres tenían un ingreso medio de 32.750$ contra 20.833$ de las mujeres. Los ingresos per cápita para la población eran de 10.814$. Aproximadamente el 11,1% de las familias y el 12,8% de la población está por debajo del nivel de pobreza, incluyendo el 18,8% de menores de 18 años y el 17,4% de mayores de 65.
- Datos: Q115255
- Multimedia: Altamont, Utah / Q115255